# Skipjacks de Baltimore
Les Skipjacks de Baltimore sont une franchise professionnelle de hockey sur glace de la Ligue américaine de hockey qui jouait à Baltimore dans l'État du Maryland de 1981 à 1993. Elle avait comme logo une barre avec marqué Jacks devant en jaune.

## Historique
La franchise a commencé son activité en 1981 dans l'Atlantic Coast Hockey League (ligue de hockey de la côte Atlantique) avant de rejoindre dès la fin de la première saison la Ligue américaine de hockey. Au cours de la saison 1982-83, la franchise est associée aux Penguins de Pittsburgh de la Ligue nationale de hockey.
En 1993, la franchise décide de déménager dans le Maine et devient les Pirates de Portland.

## Statistiques
Note: PJ : parties jouées, V : victoires, D : défaites, N : matchs nuls, Pts : Points, BP : buts pour, BC : buts contre
| Saison  | PJ | V  | D  | N  | Pts | BP  | BC  | Pun   | Classement       | Séries éliminatoires      |
| ------- | -- | -- | -- | -- | --- | --- | --- | ----- | ---------------- | ------------------------- |
| 1981-82 | 48 | 22 | 23 | 3  | 47  | 204 | 189 | -     | 3e de l'ACHL     |                           |
| 1982-83 | 80 | 35 | 36 | 9  | 79  | 362 | 366 | 1 761 | 5e division sud  | Non qualifiés             |
| 1983-84 | 80 | 46 | 24 | 10 | 102 | 384 | 304 | -     | 1er division sud | Défaite en seconde ronde  |
| 1984-85 | 80 | 45 | 27 | 8  | 98  | 326 | 252 | -     | 2d division sud  | Défaite en finale         |
| 1985-86 | 80 | 28 | 44 | 8  | 64  | 271 | 304 | 2 135 | 7e division sud  | Non qualifiés             |
| 1986-87 | 80 | 35 | 37 | 0  | 78  | 277 | 295 | 2 314 | 5e division sud  | Non qualifiés             |
| 1987-88 | 80 | 13 | 58 | 9  | 35  | 268 | 434 | 1 682 | 7e division sud  | Non qualifiés             |
| 1988-89 | 80 | 30 | 46 | 4  | 64  | 317 | 347 | 2 182 | 6e division sud  | Non qualifiés             |
| 1989-90 | 80 | 43 | 30 | 7  | 93  | 302 | 265 | 1 733 | 3e division sud  | Défaite en seconde ronde  |
| 1990-91 | 80 | 39 | 34 | 7  | 85  | 325 | 289 | 1 411 | 3e division sud  | Défaite en seconde ronde  |
| 1991-92 | 80 | 28 | 42 | 10 | 66  | 287 | 320 | 2 125 | 5e division sud  | Non qualifiés             |
| 1992-93 | 80 | 28 | 40 | 12 | 68  | 318 | 353 | 1 326 | 4e division sud  | Défaite en première ronde |

## Records de la franchise
- Sur une saison
  - Buts : 57 Mitch Lamoureux (1982-83)
  - Aides : 81 Mike Gillis (1982-83)
  - Points : 113 Mike Gillis (1982-83)
  - Minutes de pénalités : 353 Mitch Wilson (1986-87)
  - Moyennes de buts encaissés : 2,63 Jon Casey (1984-85)
  - Pourcentage d'arrêt : 94,2 % Don Beaupre (1990-91)
- Sur l'ensemble des saisons
  - Buts : 119 Mitch Lamoureux
  - Aides : 113 Mitch Lamoureux
  - Points : 252 Mitch Lamoureux
  - Minutes de pénalités : 868 Gary Rissling
  - Nombres de matchs joués : 259 Tim Taylor
  - Victoires de gardien : 55 Jim Hrivnak
  - Blanchissages : Jim Hrivnak et Steve Guénette, 5